# Грб Бабимоста
Грб Бабимоста је грбни штит црвене боје са два укрштена златна кључа, који користи пољски град Бабимост.
Тренутни грб се појављује на застави Бабимоста. Први пут, грб Бабимоста у оваквом облику појављује у четрнаестом веку на новцу кованог за Хенрија Верног, кнеза из Бабимоста. Кључеви су иначе симбол Светог Петра.